# Bulbophyllum odoratissimum
Bulbophyllum odoratissimum é uma espécie de orquídea (família Orchidaceae) pertencente ao gênero Bulbophyllum. Foi descrita por James Edward Smith, John Lindley e Nathaniel Wallich em 1890.